# Contrato mohatra
Un contrato mohatra o de mohatra es una estafa comercial basada en una doble transacción, que simula una venta aunque lo que se desea realmente llevar a cabo es un préstamo con interés. El comerciante vende lo que sea al comprador por cierto precio, para acto seguido comprárselo de nuevo por un valor menor, de manera que lo que se gana es la diferencia. El contrato mohatra es una manera legal de sortear la jurisprudencia contra la usura. Por lo tanto, el prestatario compra a crédito una mercancía al prestamista para, seguidamente, revendérsela por un precio inferior y al contado. El precio de esta última venta será el dinero que recibirá el solicitante del préstamo, mientras que la diferencia entre este y el precio de compra será el interés contraído en la operación.
A menudo se acreditaba a una tercera persona ajena para que avalase la compraventa, irónicamente llamado «caballero de mohatra», que en general hace referencia a aquellos con apariencia de caballero que viven a costa ajena por medio de la estafa y el engaño.
El término moharra proviene del árabe مُخَاطَرَة mujāṭara (‘riesgo’). Por la gran cantidad de registros escritos, se sabe que este tipo de contratos estuvieron muy extendidos durante los siglos en los siglos xvi y xvii. El mismo Don Quijote le dice a Sancho «¿No adviertes, angustiado de ti, y malaventurado de mí, que si veen que tú eres un grosero villano o un mentecato gracioso, pensarán que yo soy algún echacuervos o algún caballero de mohatra». También se lee el término en narraciones de Lope de Vega o Quevedo.

## Ejemplo
Si se realiza la compra de una mercancía por 1000 € a crédito cuando su valor es de 800 € y luego se vende al mismo comerciante por 600 €, resultará que el prestatario recibe 600 € de dinero en efectivo pero tendrá que desembolsar más adelante, según las condiciones del crédito, 1000 €. Por lo tanto, el interés efectivo del préstamo será del 66,7% sobre la cantidad prestada.

## Ley islámica
La mayoría de los estudiosos musulmanes opinan que los contratos de mohatra deben prohibirse por usura y engaño, al ser una forma de eludir la ley. La usura en el islam, llamada ribā, aparece prohibida en varios versículos o aleyas del Corán. La prohibición de la mohatra fue dictada por Ibn Úmar, quien narra «Escuché al Mensajero de Dios, que Dios lo bendiga y le conceda paz, decir: Si hiciste una vendiste la muestra y tomaste colas de vacas, y quedaste satisfecho con las cosechas y abandonaste la yihad, Dios te ha concedido una humillación que no te quitará hasta que regreses a tu religión».
Asimismo dice ʿAbd Allāh bin Masʿūd «El Profeta de Dios condenó al que acepta el ribā, al que lo paga, al testigo de ello y al que lo registra por escrito».

## Ley cristiana
La forma de engaño conocida como mohatra se considera una práctica poco cristiana, tanto así que fue prohibida por la Santa Sede en 1679 (Inocencio XI, contractus mohatra licitus est).